# Eureka (película de 2023)
Eureka es una película dramática de 2023 coescrita y dirigida por Lisandro Alonso.
La película fue seleccionada para participar en la sección Cannes Premiere en la 76° edición del Festival de Cannes.

## Sinopsis
Eureka es un ave que vuela por diferentes geografías del continente americano, en sus vuelos también viaja por el tiempo, a ella le gustan los indios. Con suerte, escuchando sus palabras, llegaremos a comprender lo difícil que es convertirnos en seres humanos.

## Reparto
- Viggo Mortensen como Murphy
- José María Yazpik
- Chiara Mastroianni
- Viilbjørk Malling Agger
- Luísa Cruz como la monja
- Rafi Pitts como Randall
- Santiago Fumagalli como el recepcionista
- Natalia Ruiz como la prostituta

## Estreno

### Recepción de la crítica
Según el sitio web de agregación de críticas Rotten Tomatoes, Eureka tiene un índice de aprobación del 80% basado en 10 reseñas, con una calificación media de 7.5/10.

## Premios y nominaciones
| Premio/Festival de Cine  | Fecha del evento               | Categoría                                                               | Nominado | Resultado            | Ref.  |
| ------------------------ | ------------------------------ | ----------------------------------------------------------------------- | -------- | -------------------- | ----- |
| Festival de Cannes       | del 16 al 27 de mayo de 2023   | Cannes Premiere                                                         | Eureka   | Fuera de competencia | [ 2 ] |
| Festival de Cine de Lima | del 10 al 18 de agosto de 2023 | Mejor película                                                          | Eureka   | Nominada             | [ 4 ] |
| Festival de Cine de Lima | del 10 al 18 de agosto de 2023 | Premio Especial del Jurado                                              | Eureka   | Ganadora             | [ 4 ] |
| Festival de Cine de Lima | del 10 al 18 de agosto de 2023 | Primera Mención Honrosa a la Mejor Película de la Crítica Internacional | Eureka   | Ganadora             | [ 4 ] |